# アルフレッド・ジャリ

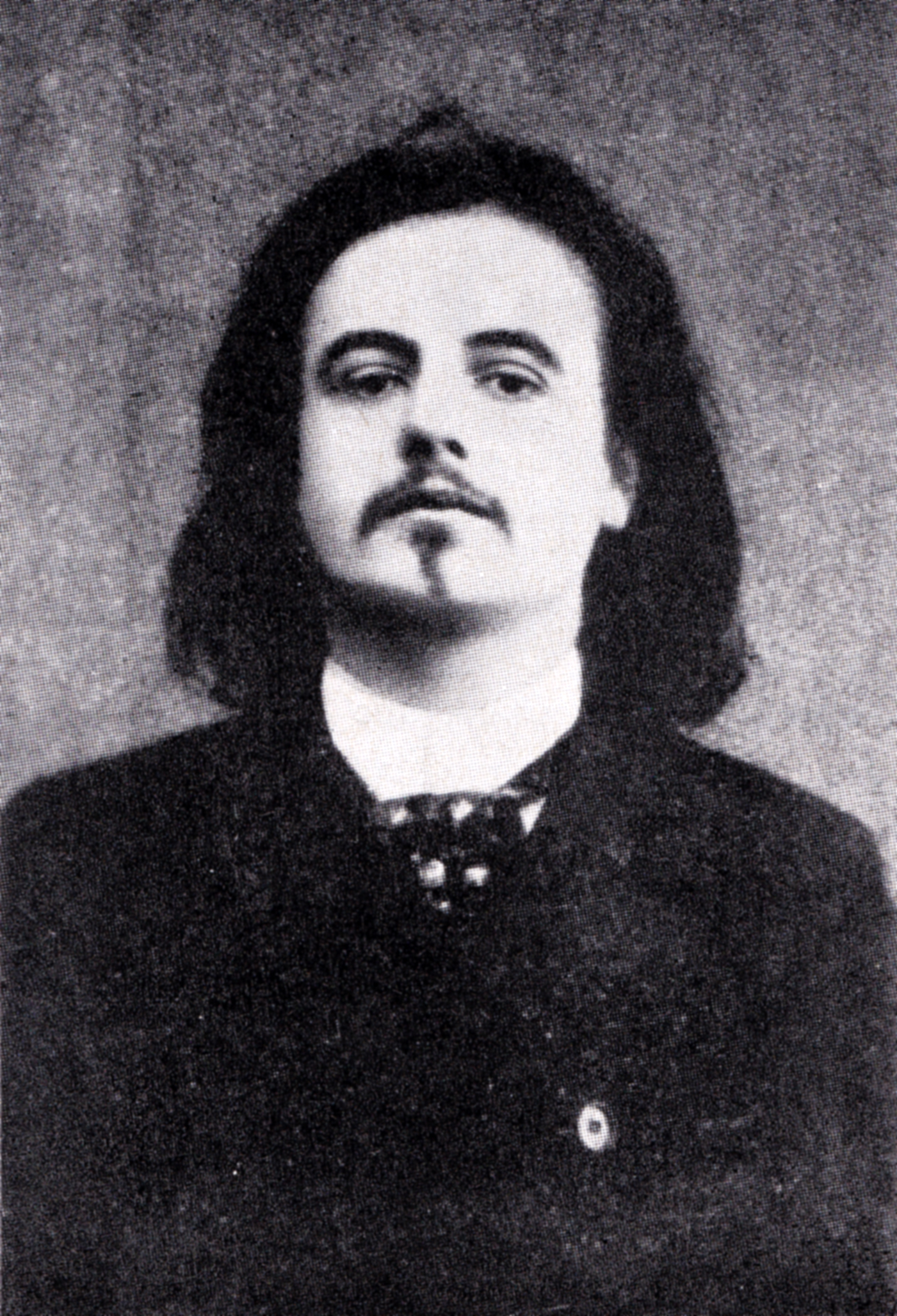
アルフレッド・ジャリ

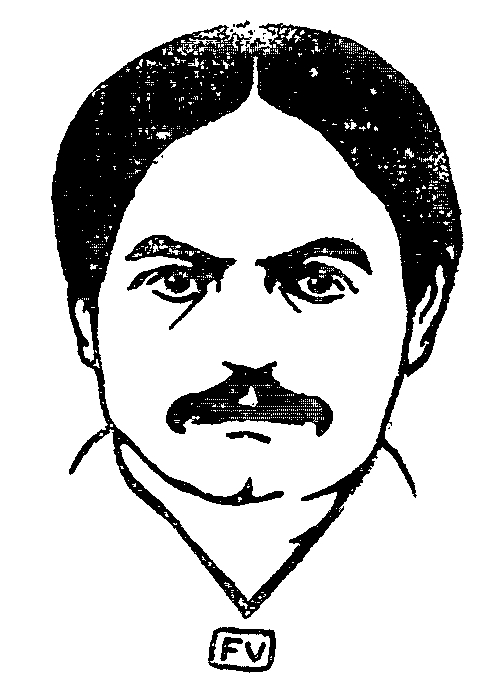
ジャリの似顔絵
フェリックス・ヴァロットン(画)

アルフレッド・ジャリ（仏: Alfred Jarry, 1873年9月8日 - 1907年11月1日）は、フランスの小説家、劇作家。ブルターニュ地方に近いマイエンヌ県ラヴァル生まれ。母方からブルトン人の血を引く。
大学受験でパリに上京。象徴主義の作家たち、ポン゠タヴェン派・ナビ派の画家たちと交流し作家となった。作品は反響を呼び認められたが、悪趣味と退廃に満ちた生活を送り、アルコールや薬物依存で結核が悪化、34歳で亡くなった。

## 作風
代表作は戯曲『ユビュ王』（Ubu Roi, 1896年）、「現代小説」という副題を付けた小説『超男性』（Le Surmâle, 1901年）。自転車の愛好家でもあり、『超男性』などに題材として取り入れている。
『ユビュ王』は1920年代から1930年代のシュルレアリスム演劇の先駆的な作品と評された。不条理文学の分野における開拓者ともみなされる。
小説『フォーストロール博士言行録』（Gestes et opinions du docteur Faustroll, pataphysicien, 1899年）において、「パタフィジック」なる概念を提起した。他に『訪れる愛』、『メッサリナ』がある。

## 日本語訳作品
- 『ジャリ詩集』（宮川明子訳、思潮社・古典選書02） 1968
- 『アルフレッド・ジャリ』（ジャック＝アンリ・レヴェスク編、宮川明子訳、思潮社、セリ・ポエティク04） 1969
- 『超男性』（Le Surmâle、澁澤龍彦訳、白水社） 1975、白水Uブックス 1989、愛蔵単行版 2017
筑摩書房『澁澤龍彦文学館9 独身者の箱』、岡谷公二編
河出書房新社『澁澤龍彦翻訳全集14』、巖谷國士ほか編
- 『ユビュ王 - 戯曲』（Ubu roi、竹内健訳、現代思潮社） 1965、新装版 1970、改訳版・現代思潮新社 2013
- 『ユビュ王 - Comic』（Ubu、フランツィシュカ・テマソン絵、宮川明子訳、青土社） 1993
- 『フォーストロール博士言行録』（Gestes Et Opinions Du Docteur Faustroll）
相磯佳正訳（フランス世紀末文学叢書6：国書刊行会） 1985
- 『馬的思考』（伊東守男訳、サンリオSF文庫18-A） 1979。エッセイとコラム集
- 『昼と夜　絶対の愛』（佐原怜訳、幻戯書房〈ルリユール叢書〉） 2023。小説2編
- 「ケルヴィン卿への二通のテレパシー的書簡」（Two Telepathic Letters to Lord Kelvin、久霧亜子訳、「季刊NW-SF」1972年1月 No.5に掲載）
- 「フジヤマ」（伊藤守男訳、本間祐編、ちくま文庫『超短編アンソロジー』に収載）
- 「ユビュ王 - 戯曲」（窪田般彌訳、白水社、『現代世界演劇01』に収載）